# Чогори (одежда)
Чогори — блузка или жакет, основной элемент ханбока, корейского национального наряда, как мужской, так и женской его разновидности. Чогори закрывает руки и верхнюю часть тела.

## Этимология
Чогори носят с древнейших времён, этот предмет одежды в период Трёх корейских царств был известен под названиями ю (유, 襦), поксам (복삼, 複杉), вихэ (위해, 尉解), и неизвестно, в какой период для называния этой одежды стало использоваться слово «чогори». В конце правления династии Корё короля Чхуннёля (кор. 충렬왕?, 忠烈王?; 1236—1308, правил в 1274—1308). Первый документ, где упомянуто слово «чогори» — Чхонъджони (кор. 천전의?, 遷奠儀?): королева Вонгён (кор. 원경왕후, вонгён-ванъху) была одета в чогори на церемонии выноса гроба. Документ 1420 года (времён Сечжона) фиксирует чоккори (赤古里) и танджоккори (短赤古里), однако не известно, было ли это транслитерацией слова корейского языка ханчой. До правления Корё в Силла верхний предмет гардероба называлмя «вихэ» (кор. 위해?, 尉解?), и это слово из языка Силла до сих пор присутствует в диалектах в вариантах утхи и учхи.
Самые ранние найденные чогори — экземпляр из янчхонской клановой могилы (датируется 1400—1450 годами), а также экземпляр, извлечённый из статуи Будды в храме Санвонса (предположительно, оставленный в качестве подношения), датированный 1460-ми годами.

## Внешний вид

Части чогори: 1. хваджанъ 2. кодэ 3. ккыттонъ (также сомэ пури)
4. сомэ 5. корым 6. у
7. торён 8, 11. чиндонъ 9. киль
10. пэрэ 12. кит 13. тонъджонъ

Чогори состоит из множества частей. Основные перечислены ниже.
- Киль (길) — основа спереди и сзади.
- Кит (깃) — воротник.
- Тонъджонъ (동정) — съёмный воротничок.
- Корым (고름), также откорым (옷고름) — ленты, которыми чогори завязывают на груди[6].
- Томэ (도매) — рукава.
  - Ккыттонъ (끝동), контрастные манжеты, пристёгивающиеся на рукава женского чогори.

Форма чогори менялась с течением времени; существует множество разновидностей этого наряда, которые различаются формой, используемой тканью, методикой пошива.